# Gymnastes (Paragymnastes) mckeani
Gymnastes (Paragymnastes) mckeani is een tweevleugelige uit de familie steltmuggen (Limoniidae). De soort komt voor in het Oriëntaals gebied.